# Siparuna sessiliflora
Siparuna sessiliflora är en tvåhjärtbladig växtart som först beskrevs av Carl Sigismund Kunth, och fick sitt nu gällande namn av A. Dc.. Siparuna sessiliflora ingår i släktet Siparuna och familjen Siparunaceae. Inga underarter finns listade i Catalogue of Life.